# Great Wall Voleex C10
Great Wall Voleex C10 або Great Wall Tengyi C10 — автомобіль класу суперміні від компанії Great Wall. 

## Опис

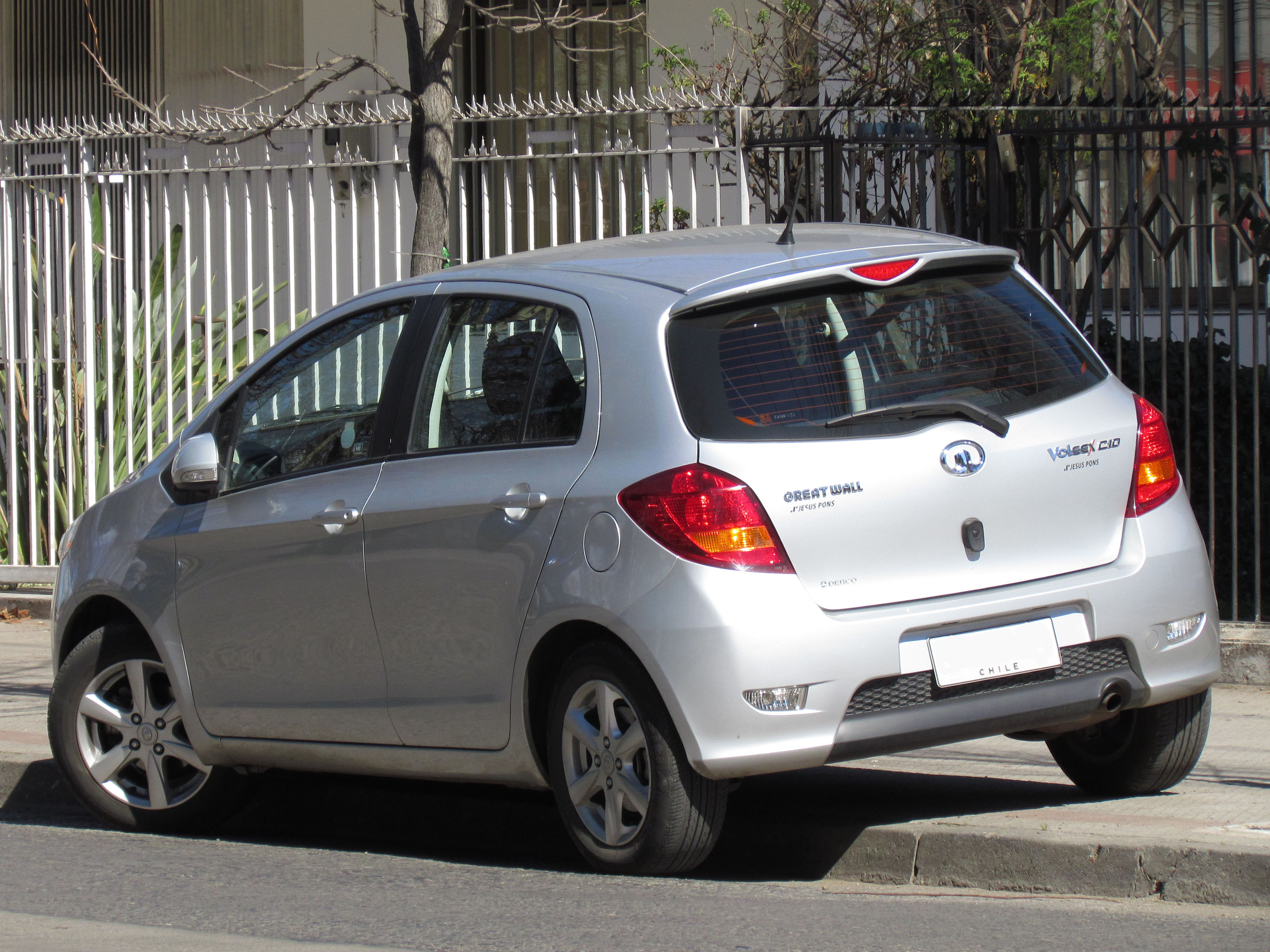

Він експортувався на Близький Схід  та Україну як Voleex C10 із запланованою датою випуску в Австралії в 2012 році.  Було оголошено, що C10 також буде експортовано до Великобританії до 2011 року та він продаватиметься в дилерських центрах Daihatsu, але дата початку продажу не була офіційно оголошена. 
C10 випускався у версіях з 4-циліндровими бензиновими двигунами об’ємом 1,3 л (GW4G13, 1298 куб.см) і 1,5 л (GW4G15, 1497 куб.см). 
1.3 L виробляє 68 кВт (91 к.с.) і крутний момент 118 Н·м, а 1.5 L виробляє 77 кВт (103 к.с.) і 138 Н·м.

### Great Wall Voleex C20R
C20R є версією кросовера C10. Пізніше він породив друге покоління кросовера Haval H1.

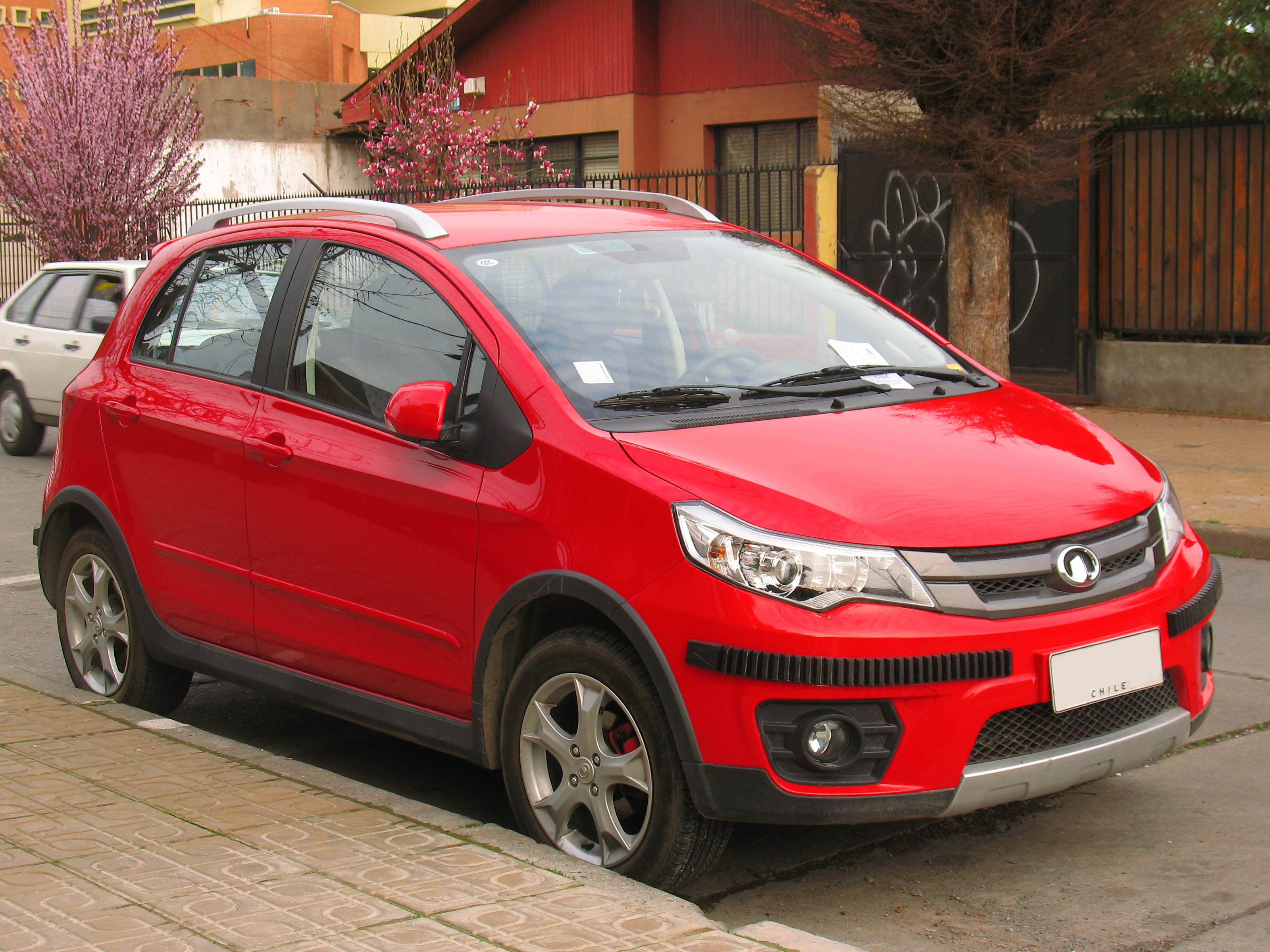
Great Wall Voleex C20R
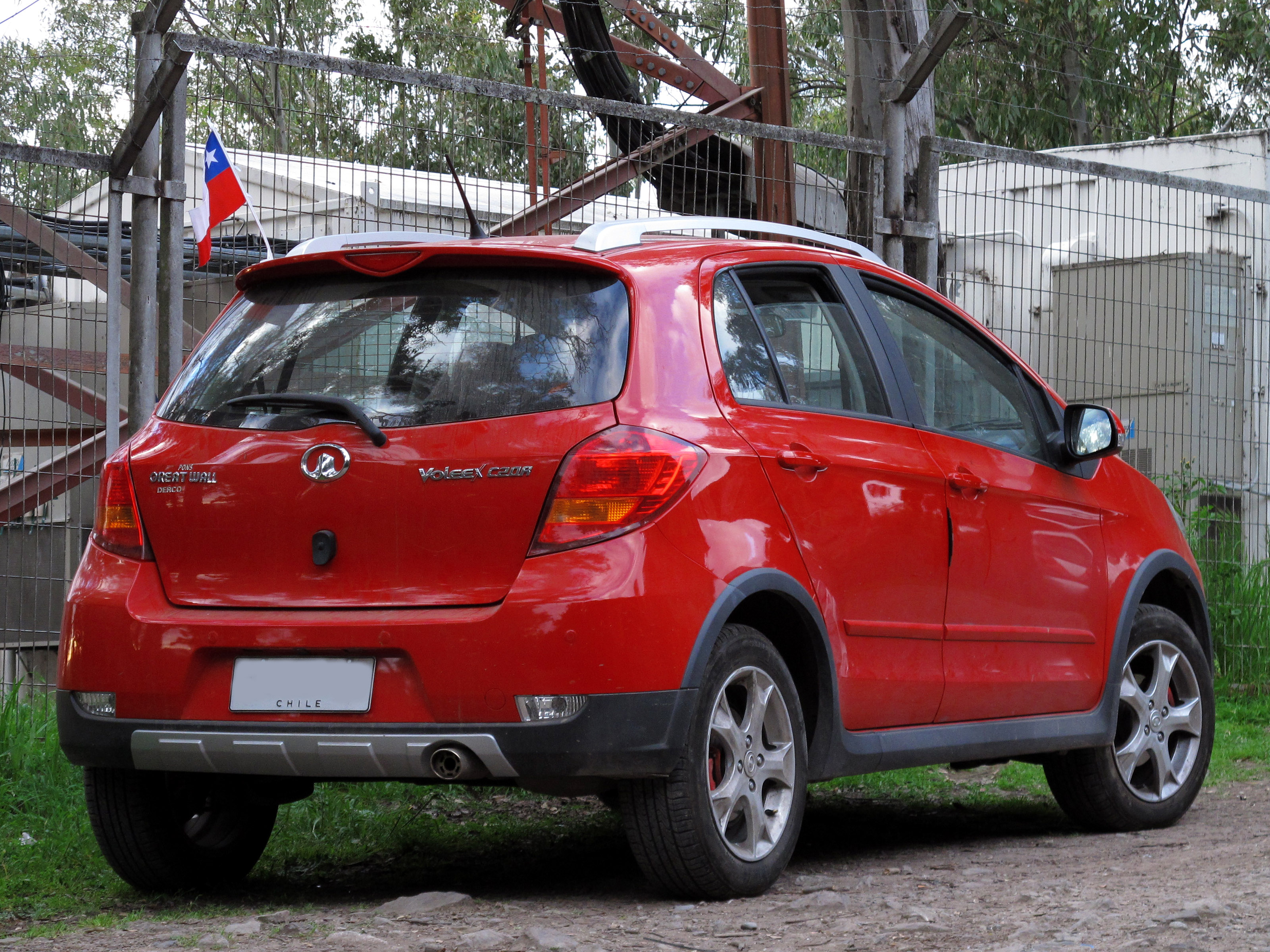